# Sauce Pinto
Sauce Pintos (actualmente más referida como Sauce Pinto) es una localidad y comuna de 2ª categoría del distrito Espinillo del departamento Paraná, en la provincia de Entre Ríos, República Argentina. Se encuentra 5 km al este de la ruta nacional 12, y 21 km al sudeste de la ciudad de Paraná.
La población de la localidad, es decir sin considerar el área rural, era de 33 personas en 1991 y de 59 en 2001. La población de la jurisdicción de la junta de gobierno era de 171 habitantes en 2001.
El nombre es una combinación de un arroyo cercano conocido como Sauce y el nombre de la primera familia que habitó la zona, de apellido Pintos. La primera vivienda data de 1849, y luego se fue poblando a medida que el gran lote propiedad de los Pintos fue vendido (para fomentar la población de la zona) distintos colonos, quienes se asentaban a orillas de la vieja Ruta 131. Hacia 1870 Justo José de Urquiza solía detenerse en este lugar durante sus viajes desde Paraná hacia el Uruguay, que era un lugar pujante con comercios. En 1897 se fundó la escuela. En 1966 la villa quedó relegada de la construcción de la Ruta 12, que realiza un desvío para pasar más cerca de Aldea María Luisa. En 1984 llegó el acceso por ripio y la conformación de la junta de gobierno. Las principales actividades económicas son la agricultura y los tambos. En 2009 se asfaltó el ingreso al pueblo desde la Ruta 12.
Los límites jurisdiccionales de la junta de gobierno fueron fijados por el decreto 3096/1984 del 24 de agosto de 1984.

## Comuna
La reforma de la Constitución de la Provincia de Entre Ríos que entró en vigencia el 1 de noviembre de 2008 dispuso la creación de las comunas, lo que fue reglamentado por la Ley de Comunas n.º 10644, sancionada el 28 de noviembre de 2018 y promulgada el 14 de diciembre de 2018. La ley dispuso que todo centro de población estable que en una superficie de al menos 75 km² contenga entre 400 y 700 habitantes, constituye una comuna de 2ª categoría. La Ley de Comunas fue reglamentada por el Poder Ejecutivo provincial mediante el decreto 110/2019 de 12 de febrero de 2019, que declaró el reconocimiento ad referéndum del Poder Legislativo de 21 comunas de 2ª categoría con efecto a partir del 11 de diciembre de 2019, entre las cuales se halla Sauce Pinto. La comuna está gobernada por un departamento ejecutivo y por un consejo comunal de 6 miembros, cuyo presidente es a la vez el presidente comunal. Sus primeras autoridades fueron elegidas en las elecciones de 9 de junio de 2019.